# Chris Butler (ciclista)
Christopher "Chris" Butler (Hilton Head Island, Carolina del Sud, 16 de febrer de 1988) és un ciclista estatunidenc, professional des del 2010. Actualment corre a l'equip Caja Rural-Seguros RGA.

## Palmarès
- 2016
  - 1r al Mount Evans Hill Climb
  - 1r al Tour d'Arad i vencedor d'una etapa
  - Vencedor d'una etapa a la Volta a Hongria
  - Vencedor d'una etapa a la Green Mountain Stage Race

### Resultats al Giro d'Itàlia
- 2011. Abandona (9a etapa)